# Diplôme national du brevet
« BEPC » redirige ici. Pour les autres significations, voir BEPC (homonymie).
Pour les articles homonymes, voir Brevet (homonymie) et DNB.
Le diplôme national du brevet (DNB), parfois appelé brevet des collèges, est un diplôme national français qui atteste l'acquisition de connaissances générales au terme de la scolarité au collège. Les élèves ont alors en général entre 14 et 15 ans. À partir de la session 2026, il est constitué d'épreuves terminales écrites et orales comptant pour 60 % de la note finale (contre 50 % précédemment), ainsi que d'un contrôle continu s'intitulant socle commun de connaissances, de compétences et de culture comptant pour 40 % de la note finale. Il n'existe pas de lien entre la décision d'attribution du diplôme, qui est prise par un jury départemental, et la décision d'orientation après le collège, qui est prise par le recteur sur la proposition du chef d'établissement après avis du conseil de classe.

## Historique
Le Brevet d'études du premier cycle du second degré (BEPC) est créé en 1947. Il se substitue alors au brevet élémentaire qui permettait d’accéder aux postes de base dans l’administration. Le décret l'instituant dispose qu’il offre à ses titulaires des « avantages au moins équivalents ». Ce brevet permet notamment l'accès à la classe de seconde de l'enseignement long.
En 1959, une réforme en profondeur du système scolaire amène la création des collèges d'enseignement général (CEG) où est dispensé l'enseignement général court (par opposition à l'enseignement général long dispensé dans les lycées modernes, classiques ou techniques), sanctionné par le Brevet d'enseignement général qui s'ajoute au BEPC, le collège comme le lycée incluant les deux années du cycle d'observation (classes de sixième et cinquième) et les années suivantes de la scolarité obligatoire jusqu'à 16 ans.
Les différentes filières vont être réunies dans le collège d'enseignement secondaire, puis dans le « collège unique » (loi du 11 juillet 1975 relative à l'éducation dite « loi Haby »).
À partir de l’année scolaire 1980-1981, le BEPC est remplacé par le diplôme national du brevet des collèges ; celui-ci est attribué par un jury départemental au vu des résultats du contrôle continu lors de la classe de troisième (pour les élèves scolarisés) ou au vu des résultats d’un examen.
En 1986 est organisée la première session du diplôme national du brevet des collèges avec épreuves d'examen. Il comporte deux séries : collège et professionnelle. Le diplôme est attribué sur la base de notes obtenues à un examen et des résultats acquis en classe de troisième. Pour la série collège l’examen comporte trois épreuves écrites pour 200 points (français : 80 points ; mathématiques : 80 points ; histoire-géographie : 40 points) et un contrôle continu pour 200 points (langue vivante 1 : 60 ; sciences physiques : 20 ; sciences naturelles : 20 ; éducation physique et sportive : 40 ; éducation artistique : 20 ; technologie ou éducation manuelle et technique : 20 ; une option obligatoire : 20),.
En 1987, le Diplôme national du brevet (DNB) comporte trois séries : collège, technologique et professionnelle. L’examen est composé des mêmes épreuves qu'en 1986, mais le contrôle continu prend également en compte les résultats de la classe de quatrième, sauf pour les sessions de 1987 et 1988 à titre transitoire. Les notes de français, de mathématiques et de chaque discipline conservent les mêmes coefficients,,.
La loi d'orientation et de programme pour l'avenir de l'école de 2005 prévoit que le diplôme « atteste la maîtrise des connaissances et des compétences, intègre les résultats de l’enseignement d’éducation physique et sportive et prend en compte les autres enseignements suivis par les élèves selon leurs capacités et leurs intérêts. Il comporte une note de vie scolaire. ». Celle-ci prend en compte l’assiduité de l’élève (la moitié des points) et son respect des dispositions du règlement intérieur (l’autre moitié). La participation de l’élève à la vie de l’établissement et aux activités organisées ou reconnues par l'établissement ; l’obtention de l’attestation scolaire de sécurité routière de premier ou de second niveau ; l’obtention de l’attestation de formation aux premiers secours peuvent faire l’objet de points supplémentaires. Les mentions « assez bien », « bien » et « très bien » sont créées et le contrôle continu tient compte uniquement des résultats en classe de troisième,,. Lors de la session 2010, l’épreuve orale d’histoire de l’art est introduite de façon optionnelle, avant de devenir obligatoire l’année suivante. En 2012, le nombre de séries est réduit de trois (collège, technologique et professionnelle) à deux (générale et professionnelle).
La loi d'orientation et de programmation pour la refondation de l'École de la République de 2013 prévoit que le diplôme « atteste la maîtrise du socle commun de connaissances, de compétences et de culture », la note de vie scolaire est supprimée. Lors de la session 2017, une nouvelle formule de l’examen est organisée (deux épreuves écrites et une épreuve orale) et le contrôle continu est axé directement sur l’évaluation des compétences du socle,,. Lors de la session 2018, le nombre d’épreuves passe de trois à cinq,.
En 2020, en raison de la pandémie de Covid-19, les épreuves du brevet sont toutes annulées : seul le contrôle continu est pris en compte.
En 2025 est introduite la mention « Très bien avec félicitations du jury »
En 2026, le contrôle continu portant sur le socle commun de connaissances, de compétences et de culture comptera pour 40 % de la note finale contre 50 % auparavant, et les épreuves terminales compteront pour 60 % de la note finale contre 50 % auparavant.

## Objectif
Selon le code de l'éducation, « le diplôme national du brevet sanctionne la formation acquise à l'issue de la scolarité suivie dans les collèges ou dans les classes de niveau équivalent situées dans d'autres établissements. [...] Ce diplôme atteste la maîtrise du socle commun de connaissances, de compétences et de culture, dans des conditions fixées par décret. »
Un rapport parlementaire de 2010 estime que la maîtrise du socle ne peut pas s’évaluer par les méthodes traditionnelles du brevet. Cependant, le gouvernement ne souhaite pas revenir sur sa forme. Certains syndicats d'enseignants soulignent que le brevet est important car il s’agit d’un rite initiatique. De plus des études statistiques montrent que les personnes ne possédant pas de diplômes sont plus sujettes au chômage que les personnes possédant un ou plusieurs diplômes.

## Organisation actuelle

Le diplôme national du brevet dans les études secondaires en France.

Le diplôme, de valeur nationale, est attribué par un jury dont le ressort territorial, fixé par le recteur d'académie, peut être académique, départemental ou commun à plusieurs départements. Le jury est présidé par le recteur d'académie ou par le directeur académique des services de l'Éducation nationale agissant sur délégation du recteur d'académie. Les diplômes sont délivrés avec des mentions.
Le brevet comporte deux séries : générale et professionnelle. Les élèves des classes de troisième des collèges ne peuvent se présenter qu'à la série générale, à moins qu'ils ne bénéficient de dispositifs particuliers auxquels cas ils peuvent se présenter à la série générale ou à la série professionnelle. Les autres candidats choisissent la série à laquelle ils postulent.
Les élèves boursiers de lycée peuvent obtenir une bourse au mérite, attribuée de plein droit à tous les boursiers ayant obtenu une mention bien ou très bien au diplôme national du brevet qui s’engagent, à l’issue de la classe de troisième, dans un cycle d’enseignement conduisant au baccalauréat général, technologique ou professionnel.

### Élèves scolarisés
Cette section concerne les candidats :
- des classes de troisième de collège des établissements publics ou privés sous contrat ;
- des classes de troisième des établissements d'enseignement en dehors de la France ;
- qui sont scolarisés, soit en classe de troisième au Centre national d'enseignement à distance, soit, au titre de la formation continue, dans un groupe d'établissements ou dans un Centre de formation d'apprentis de l’Éducation nationale ;
- des unités d’enseignement des établissements et services médico-sociaux[35].

Sont pris en compte pour l'attribution du diplôme national du brevet :
- le niveau de maîtrise de chacune des composantes du premier domaine et de chacun des quatre autres domaines du socle commun de connaissances, de compétences et de culture atteint par le candidat (de 80 à 400 points[N 2]) ;
- les notes obtenues aux épreuves de l’examen du brevet (400 points).

Le diplôme national du brevet est décerné aux candidats ayant obtenu un nombre total d’au moins 400 points sur 800, il peut être accompagné de la mention « Assez bien », « Bien » ou « Très bien » si le candidat obtient un nombre de points respectivement supérieur à 480, 560, 640. Durant la session de juin 2025, la mention « Très bien avec félicitations du jury » a fait son apparition. Elle est obtenue si la note est supérieure à 720 sur 800.

#### Épreuves
En 2022, le DNB comporte cinq épreuves,, :
| Nature | Matière | Épreuve | Points par épreuve                                                                          | Points par épreuve                                                                          | Durée                                                                                  | Durée                                                                                          | Jour    |
| ------ | --- | --- | ------------------------------------------------------------------------------------------- | ------------------------------------------------------------------------------------------- | -------------------------------------------------------------------------------------- | ---------------------------------------------------------------------------------------------- | ------- |
| Écrit  | Français | Compréhension et compétences d'interprétation (dont une ou plusieurs questions portant sur une image), grammaire et compétences linguistiques (dont un exercice de réécriture) | 50 points                                                                                   | 100 points                                                                                  | 1 heure 10                                                                             | 3 heures                                                                                       | 1       |
| Écrit  | Français | Dictée (600 signes environ, en rapport avec l'œuvre étudiée dans la première partie) | 10 points                                                                                   | 100 points                                                                                  | 20 minutes                                                                             | 3 heures                                                                                       | 1       |
| Écrit  | Français | Rédaction (deux sujets au choix : imagination ou réflexion) | 40 points                                                                                   | 100 points                                                                                  | 1 heure 30                                                                             | 3 heures                                                                                       | 1       |
| Écrit  | Mathématiques (dont un exercice d'algorithmique-programmation et des exercices assortis de tableaux ou de schémas) | Mathématiques (dont un exercice d'algorithmique-programmation et des exercices assortis de tableaux ou de schémas) | 100 points                                                                                  | 100 points                                                                                  |                                                                                        | 2 heures                                                                                       | 1       |
| Écrit  | Histoire-géographie et enseignement moral et civique (EMC) (dont une étude de document et un développement construit pour l'histoire et la géographie) | Histoire-géographie et enseignement moral et civique (EMC) (dont une étude de document et un développement construit pour l'histoire et la géographie) | 50 points (20 points pour l'histoire, 20 points pour la géographie et 10 points pour l'EMC) | 50 points (20 points pour l'histoire, 20 points pour la géographie et 10 points pour l'EMC) | 2 heures                                                                               | 2                                                                                              |         |
| Écrit  | Sciences (deux des trois disciplines : physique-chimie, Sciences de la vie et de la Terre (SVT), technologie) | Deux matières parmi les SVT, la physique-chimie et la technologie, traitées sur la même heure d'épreuve | 25 points                                                                                   | 50 points                                                                                   | 30 minutes par matière                                                                 | 2                                                                                              | 1 heure |
| Écrit  | Sciences (deux des trois disciplines : physique-chimie, Sciences de la vie et de la Terre (SVT), technologie) | Deux matières parmi les SVT, la physique-chimie et la technologie, traitées sur la même heure d'épreuve | 25 points                                                                                   | 50 points                                                                                   | 30 minutes par matière                                                                 | 2                                                                                              | 1 heure |
| Oral   | Présentation, au choix : - d'une œuvre, d'un artiste, d'un musée..., qui s'inscrit dans le parcours d'éducation artistique et culturelle ; - d'un projet du parcours avenir, à travers le stage effectué dans l'année ; - d'un projet du parcours citoyen ; - du parcours éducatif de santé ; - d'un enseignement pratique interdisciplinaire (EPI). | Présentation, au choix : - d'une œuvre, d'un artiste, d'un musée..., qui s'inscrit dans le parcours d'éducation artistique et culturelle ; - d'un projet du parcours avenir, à travers le stage effectué dans l'année ; - d'un projet du parcours citoyen ; - du parcours éducatif de santé ; - d'un enseignement pratique interdisciplinaire (EPI). | 50 points sur la maîtrise du sujet                                                          | 100 points                                                                                  | Seul : 15 minutes, dont 5 minutes de présentation et 10 minutes d'échange avec le jury | À plusieurs : 25 minutes, dont 10 minutes de présentation et 15 minutes d'échange avec le jury |         |
| Oral   | Présentation, au choix : - d'une œuvre, d'un artiste, d'un musée..., qui s'inscrit dans le parcours d'éducation artistique et culturelle ; - d'un projet du parcours avenir, à travers le stage effectué dans l'année ; - d'un projet du parcours citoyen ; - du parcours éducatif de santé ; - d'un enseignement pratique interdisciplinaire (EPI). | Présentation, au choix : - d'une œuvre, d'un artiste, d'un musée..., qui s'inscrit dans le parcours d'éducation artistique et culturelle ; - d'un projet du parcours avenir, à travers le stage effectué dans l'année ; - d'un projet du parcours citoyen ; - du parcours éducatif de santé ; - d'un enseignement pratique interdisciplinaire (EPI). | 50 points sur la qualité de l'oral                                                          | 100 points                                                                                  | Seul : 15 minutes, dont 5 minutes de présentation et 10 minutes d'échange avec le jury | À plusieurs : 25 minutes, dont 10 minutes de présentation et 15 minutes d'échange avec le jury |         |

#### Contrôle continu
Le socle commun de connaissances, de compétences et de culture prévu est composé de cinq domaines de formation qui définissent les grands enjeux de formation durant la scolarité obligatoire. Il se calcule sur un total de 400 points.
Dans le domaine de formation intitulé « les langages pour penser et communiquer », cette évaluation distingue quatre composantes.
- Les langages pour penser et communiquer
  - langue française
  - langues étrangères et, le cas échéant, langues régionales
  - langages mathématiques, scientifiques et informatiques
  - langages des arts et du corps
- Les méthodes et outils pour apprendre
- La formation de la personne et du citoyen
- Les systèmes naturels et les systèmes techniques
- Les représentations du monde et l'activité humaine[40].

Pour chacune des quatre composantes du domaine « les langages pour penser et communiquer » et pour chacun des quatre autres domaines de formation du socle commun de connaissances, de compétences et de culture, le décompte des points s'effectue ainsi :
- 10 points si le candidat obtient le niveau « Maîtrise insuffisante » ;
- 25 points s'il obtient le niveau « Maîtrise fragile » ;
- 40 points s'il obtient le niveau « Maîtrise satisfaisante » ;
- 50 points s'il obtient le niveau « Très bonne maîtrise ».

Des points supplémentaires sont accordés aux candidats ayant suivi un enseignement de complément selon le niveau qu'ils ont acquis à la fin du cycle 4 au regard des objectifs d'apprentissage de cet enseignement :
- 10 points si les objectifs d'apprentissage du cycle sont atteints ;
- 20 points si les objectifs d'apprentissage du cycle sont dépassés.

Le niveau atteint est apprécié par l’enseignant ayant eu en charge l’enseignement de complément suivi par l’élève.

### Autres cas
Cette section s’applique aux candidats :
- scolarisés en classe de troisième dans des établissements non cités dans la section « élèves scolarisés » ;
- sous statut scolaire qui ont accompli une classe de troisième ou une classe équivalente ;
- âgés de seize ans ou plus et qui ont suivi une formation équivalente à une formation en classe de troisième ;
- suivant une instruction dans leur famille[42].

Pour ces candidats, le diplôme national du brevet est attribué à ceux qui ont obtenu au moins 200 points à l’ensemble des épreuves d’un examen comportant les quatre épreuves obligatoires suivantes :
| Épreuve                                                                   | Nature | Points | Durée  |
| ------------------------------------------------------------------------- | ------ | ------ | ------ |
| Français                                                                  | Écrite | 100    | 3 h    |
| Mathématiques                                                             | Écrite | 100    | 2 h    |
| Histoire-géographie, enseignement moral et civique                        | Écrite | 50     | 2 h    |
| Physique-chimie et/ou sciences de la vie et de la Terre et/ou technologie | Écrite | 50     | 1 h    |
| Langue vivante étrangère                                                  | Écrite | 100    | 1 h 30 |

## Statistiques
|                       | Présents | Taux de réussite |
| Série générale        | 708 058  | 85,6 %           |
| Série professionnelle | 70 146   | 74,2 %           |
| Ensemble              | 778 204  | 84,5 %           |

| Année                 | 1992 | 1995 | 2000 | 2005 | 2010 |
| --------------------- | ---- | ---- | ---- | ---- | ---- |
| Série collège         | 76,5 | 75,3 | 78,4 | 79,7 | 84,5 |
| Série technologique   | 66,8 | 65,2 | 73,4 | 77,5 | 79,6 |
| Série professionnelle | 53,9 | 59,8 | 73,6 | 71,7 | 67,9 |
| Ensemble              | 74,7 | 73,5 | 77,9 | 79,1 | 83,5 |

Les chiffres du brevet des collèges sont artificiellement gonflés par les rectorats pour améliorer en apparence les résultats obtenus. Le gouvernement indique que cet écart peut atteindre jusqu'à 6 % en 2023. Les académies les plus concernées sont celles de Créteil (6 %), suivis de celle de Versailles et celle de Nice (avec 5 % chacune).

## Taux de réussite gonflés artificiellement: les «correctifs académiques»
En 2024, le ministère français de l’Éducation nationale confirme que les taux de réussite aux examens étaient gonflés artificiellement. Ainsi, le taux de réussite au brevet est passé de 73 % en 1990 à 89,1 % en 2023, avec des variations encore plus importantes pour certaines académies comme Créteil dont le taux de réussite a été gonflé de 6 points de pourcentage en 2023. La pratique est ensuite interdite.